# Демон поверженный
«Демон поверженный» — картина русского художника Михаила Врубеля, написанная в 1901—1902 годах.

## Описание картины

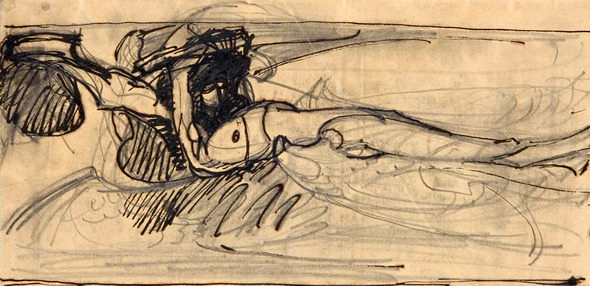
Подготовительный рисунок. Бумага, карандаш. 1901

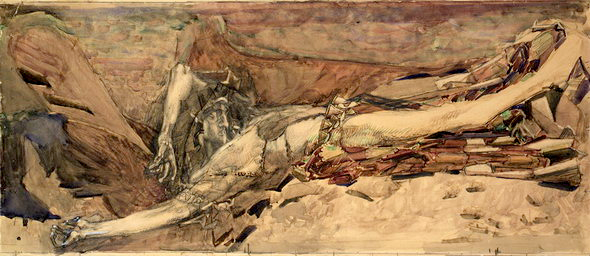
Эскиз картины. Бумага, акварель. 1901

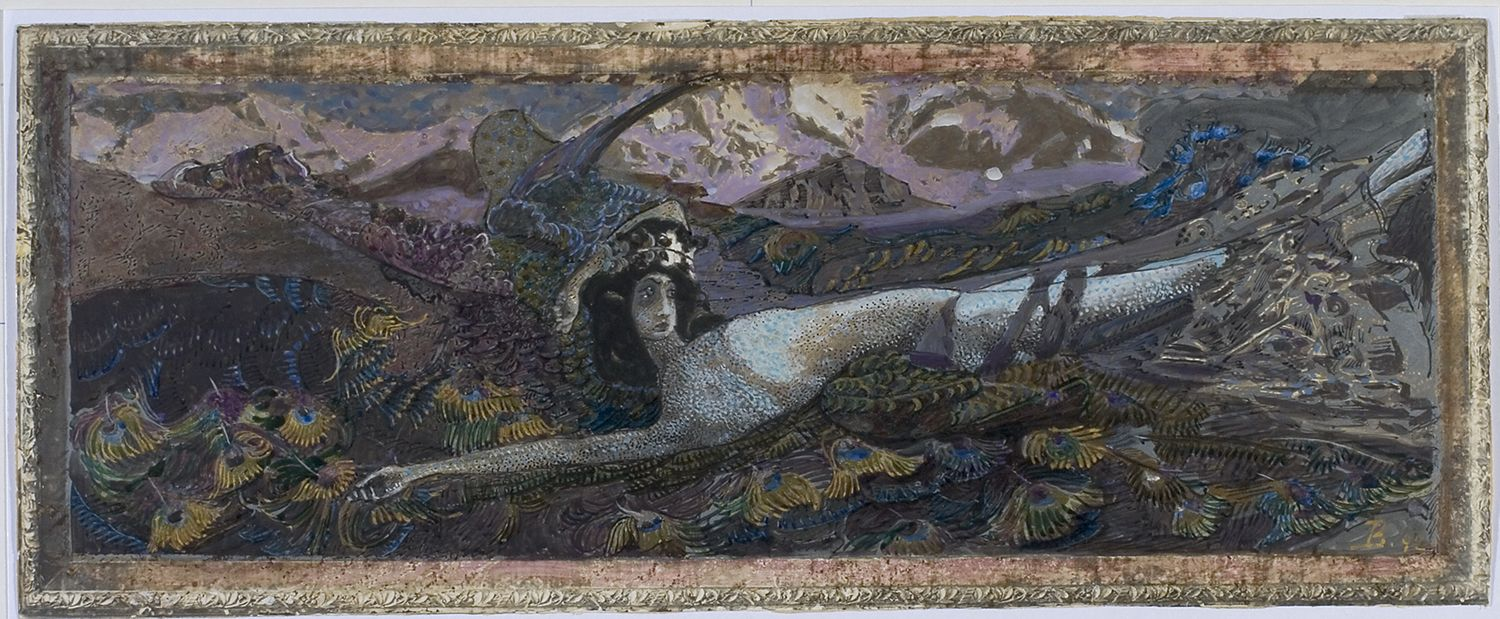
Вариант композиции

Картина выполнена маслом на холсте. Размеры 139×387 см. Фоном картины является горная местность в алом закате. Сильно вытянутый формат и композиция подчёркивают стеснённость трагической фигуры поверженного демона, будто бы зажатого между верхней и нижней горизонталями рамы. Картина написана в характерной манере Врубеля с эффектом сверкающих «кристаллических граней», что делает живопись похожей на витраж или декоративное панно. Такого эффекта художник добивался с помощью работы не только кистью, но и мастихином.

## История создания
В 1896 году Врубель работал над эскизами декораций к опере А. Г. Рубинштейна «Демон». В 1891-м году, к 50-летию со дня смерти М. Ю. Лермонтова Врубель по приглашению С. И. Мамонтова и издателя П. П. Кончаловского (старшего) участвовал в подготовке иллюстрированного издания сочинений поэта. Демон Врубеля в этих иллюстрациях и последующих рисунках 1899 года отличается от лермонтовского влюблённого бога — он обуреваем гордыней (в записках Врубеля есть философские размышления о «возможности и необходимости бытия»).
В 1900 году Врубель вновь обратился к тревожащей его теме «Демона». Ещё не окончив картину «Демон летящий» (1900) необычайно экспрессивной композиции, в 1901 году художник начал создавать предварительные эскизы к самой поразительной картине «Демон поверженный». Как вспоминал живописец-любитель, меценат, коллекционер и друг художника Владимир фон Мекк:

Рядом с гостиной была небольшая комната, отделанная аркой. В ней во всю длину, от окна до стены, стоял огромный холст. Врубель с верёвкой и углем разбивал его на квадраты. Лицо его было возбуждённо весёлое. «Начинаю», — сказал он
Врубель послал записку фон Мекку с просьбой прислать ему фотографии кавказских гор: «Я не засну, пока не получу их!». После незамедлительного получения фотографий горных вершин Эльбруса и Казбека, в ту ночь за фигурой Демона выросли жемчужные вершины, «овеянные вечным холодом смерти».
В то время Врубель ещё был вполне здоров, хотя окружающие отмечали его раздражительность. Несмотря на в основном отрицательные отзывы критики того времени, его популярность среди ценителей живописи росла. Осенью 1901 года его супруга Н. И. Забела писала сестре:

На днях обедали делегаты Венского Сецессиона, очень милые венские художники, они в восторге от Миши и всё хотят забрать на выставку; к сожалению, с «Демоном» он не поспеет на эту выставку. Вообще у него масса работы, все от него требуют эскизов, советов, приглашают на выставку, выбирают членом в разные общества, только денег мало платят, а слава его в Москве растет. С. И. Мамонтов вышел из тюрьмы и тоже требует от Миши эскизов
В 1901 году в семье Врубелей родился первенец — сын Савва. Ребёнок родился с челюстно-лицевым дефектом — заячьей губой. Сестра художника считала, что этот дефект расстроил Врубеля. В разгаре работы над «Демоном» Врубель написал большой акварельный портрет шестимесячного сына. «Демон поверженный» был закончен в декабре 1901 года и несколько дней картина экспонировалась в Москве.

### Выставка «Мир искусства»
В начале 1902 года «Демона поверженного» привезли из Москвы на выставку, организованную объединением «Мир искусства» в Санкт-Петербурге. Полотно произвело настоящую сенсацию. Пока шла выставка, Врубель приходил к своему «Демону» каждое утро и до двенадцати часов, когда было мало публики, переписывал, стирал и накладывал краски, менял позу фигуры и фон, но больше всего он сделал изменений в лице «Демона».
Александр Бенуа, наблюдавший за попытками Врубеля изменить законченную картину, писал:

Верится, что Князь Мира позировал ему. Есть что-то глубоко правдивое в этих ужасных и прекрасных, до слёз волнующих картинах. Его Демон остался верен своей натуре. Он, полюбивший Врубеля, всё же и обманул его. Эти сеансы были сплошным издевательством и дразнением. Врубель видел то одну, то другую сторону своего божества, то сразу ту и другую, и в погоне за этим неуловимым он быстро стал продвигаться к пропасти, к которой его толкало увлечение проклятым
Bладимир фон Мекк, один из организаторов выставки «Мир искусства», вместе со своим дядей Николаем Карловичем приобрели многие эскизы Врубеля, в том числе один из вариантов «Демона», когда в 1902 году совет директоров Третьяковской галереи решил его не приобретать картину. Только позднее, в 1908 году, «Демон» был приобретён Третьяковской галереей, где и находится по сей день, являясь одной из значимых картин собрания.

## Характер образа и отзывы критики
Работа над образами «Демона» занимала художника долгие годы, причём он одновременно работал над образами Богоматери (начиная с росписей Кирилловской церкви в Киеве, 1884) и «восставшего бога», причём «не видел в этом ничего кощунственного, потому что демон у него — не дьявол, а олицетворение мятущейся человеческой души, закованной в материальное тело». За картину «Демон поверженный» Врубеля назвали декадентом, поскольку усмотрели в фигуре поверженного духа нарочитую изломанность, намеренную деформацию. Художник тяжело переживал это обвинение как результат непонимания того, что он хотел выразить: «декадентскими могли быть настроения, но не изобразительная форма».
Тем не менее, образ демона оказался для Врубеля неуловим — «странное существо с огромными глазами, напоминающее автопортрет, тщетно пыталось обрести материальную форму». В «Демоне поверженном» по словам самого Врубеля «он стремился дальше отойти от природы, боясь реализма, слишком земного представления о духе». В этом и заключалась причина некоторых странностей и неправильностей в рисунке, непонятых большинством его современников. По определению критика Н. М. Тарабукина, картина Врубеля отличается «модернистической романтичностью», по его же тонкому наблюдению «декадентский излом спины» демона, более всего вызывавший раздражение у зрителей, иллюзорен, и возникает оттого, что часть фигуры закрыта подогнувшимся крылом.
Жена художника, Забела, отмечала: «Демон у него совсем необыкновенный, не лермонтовский, а какой-то современный ницшеанец». О том же писал в 1908 году М. А. Волошин: «Нечто общее есть между безумием Ницше и безумием Врубеля, в этом пребывании тела здесь на земле в то время, как гениальный дух уже покинул его, в этой страшной полусмерти, которая отмечает избранных». Художник действительно не выдержал напряжения, его психика надломилась. В непосильной борьбе с самим собой художник оказался «разбит и искалечен».
В первые месяцы 1902 года окружающие стали замечать у художника симптомы психического расстройства. Вот как рассказывала об этом жена художника своей родной сестре Екатерине Ивановне Ге:

Все близкие и знакомые замечали, что с Михаилом Александровичем происходит что-то неладное, но и сомневались постоянно все-таки, так как в речах его никогда не было бессмыслицы, он узнавал всех, всё помнил. Он сделался лишь гораздо самоувереннее, перестал стесняться с людьми и говорил без умолку. В это время картину „Демон“ перевезли в Петербург для выставки „Мира искусства“, и Михаил Александрович, несмотря на то, что картина была уже выставлена, каждый день с раннего утра переписывал её, и я с ужасом видела каждый день перемену. Были дни, что „Демон“ был очень страшен, и потом опять появлялись в выражении лица Демона глубокая грусть и новая красота… Вообще, несмотря на болезнь, способность к творчеству не покидала Врубеля, даже как будто росла, но жить с ним уже делалось невыносимо
А. Н. Бенуа также вспоминал, как Врубель, «выдавая тайну своей миссии бесконечным мучением, уже на выставке переписывал на картине голову Демона множество раз». После кончины Врубеля поэт Блок написал:

Для мира остались дивные краски и причудливые чертежи, похищенные у вечности… Тех миров, которые видел он, мы ещё не видели… Врубель пришёл с лицом безумным, но блаженным. Он — вестник, весть его о том, что в сине-лиловую мировую ночь вкраплено золото древнего вечера. Ведь его учителем был золотой Джованни Беллини… Говорят, он переписывал голову Демона до сорока раз; однажды кто-то, случайно заставший его за работой, увидел голову неслыханной красоты… впоследствии он её переписал, уничтожил… Потерян результат — и только… Более важен факт, что творческая энергия была затрачена, молния сверкнула"
Наконец Врубеля в состоянии маниакального возбуждения пришлось госпитализировать в психиатрическую клинику. Художник воображал себя то Христом, то Пушкиным, то собирался стать московским генерал-губернатором, то превращался в государя российского, а то вдруг становился Скобелевым или Фриной. Он слышал хоры голосов, утверждал, что жил «во все века», строил готические соборы и вместе с Микеланджело расписывал потолок Сикстинской капеллы в Ватикане.
Врубеля обследовал психиатр В. М. Бехтерев, который первым и обнаружил у художника поражение нервной системы.

## Развитие темы
Образ демона постоянно встречается в творчестве Михаила Врубеля. Ранее, в 1890 году художник написал картину «Демон сидящий». В 1899 году появился незавершённый «Демон летящий». Врубель с этой темой привнёс в русское искусство новые, мало свойственные ему ранее возможности пластической деформации ради выражения мира ирреальных, сверхчувственных образов. Недаром в 1906 году в Париже, на устроенной Сергеем Дягилевым выставке, в зале, целиком отведённом картинам Врубеля, часами простаивал молодой Пабло Пикассо.

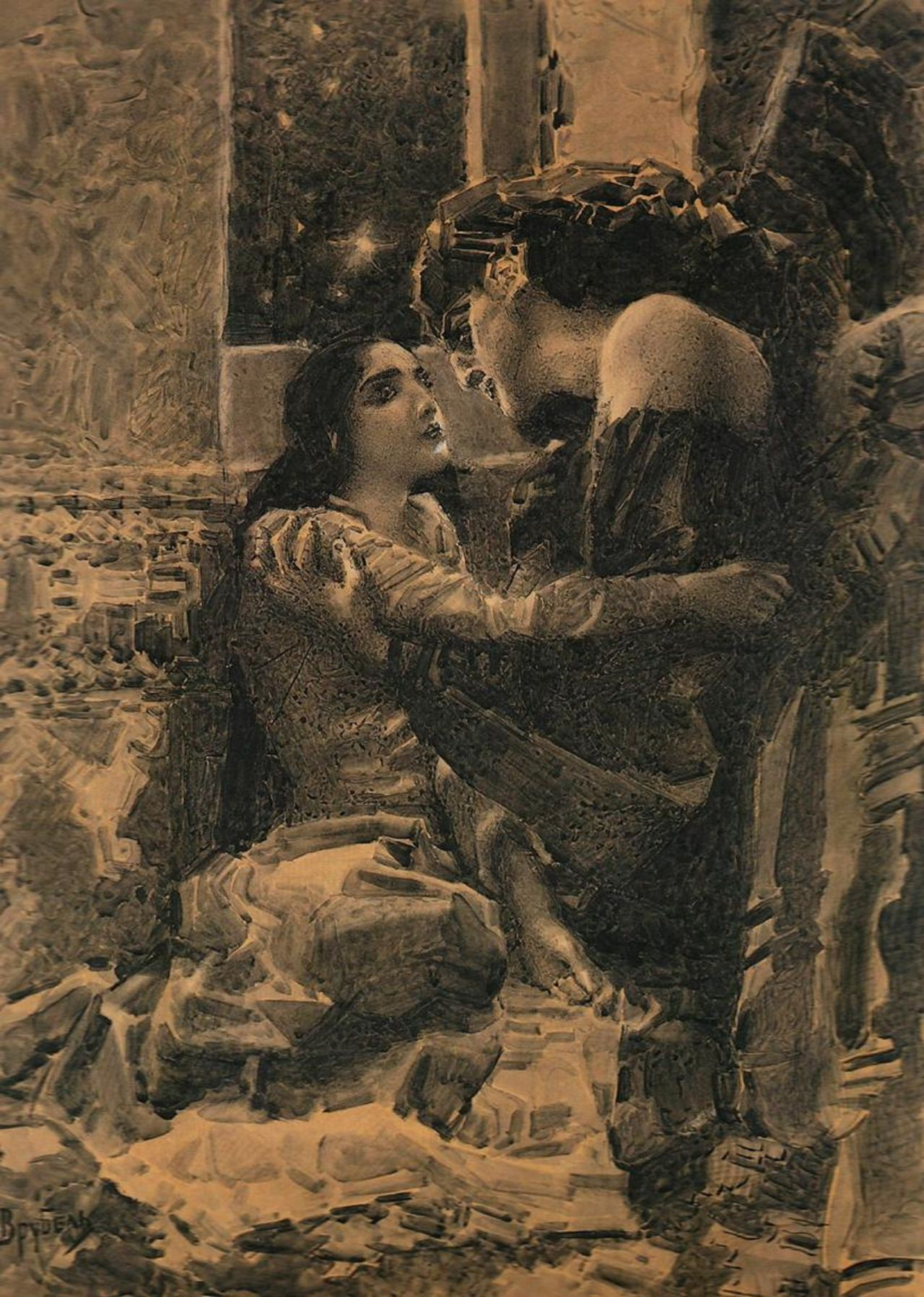
Демон и Тамара. Иллюстрация к поэме М. Ю. Лермонтова, 1890. Коричневая бумага, итальянский карандаш, белила. Государственная Третьяковская галерея, Москва
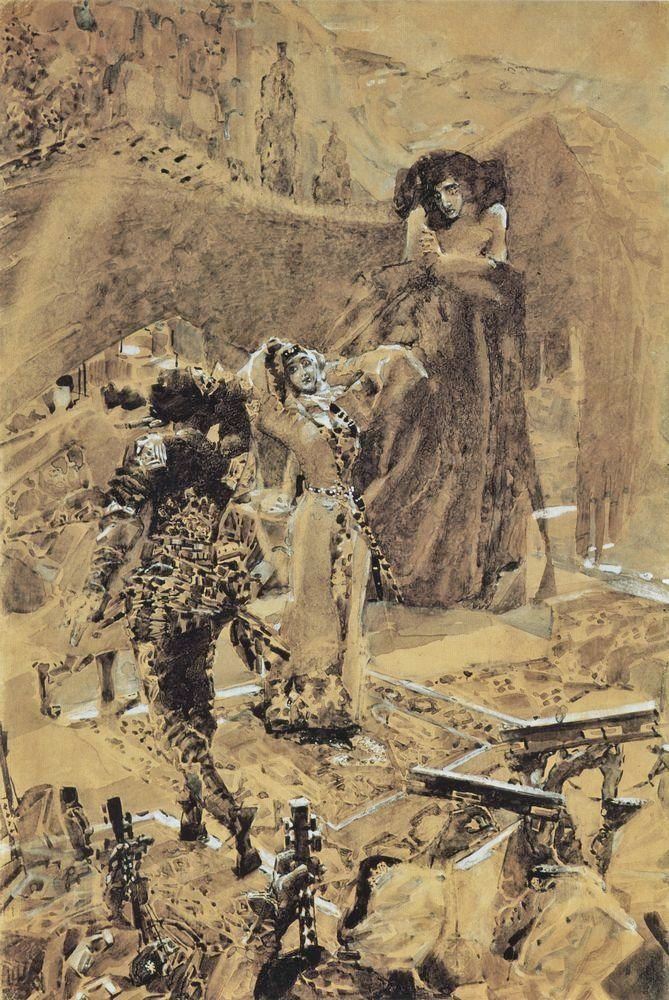
Демон, смотрящий на танец Тамары. Иллюстрация к поэме М. Ю. Лермонтова, 1890. Бумага, акварель, итальянский карандаш, белила. Государственная Третьяковская галерея, Москва
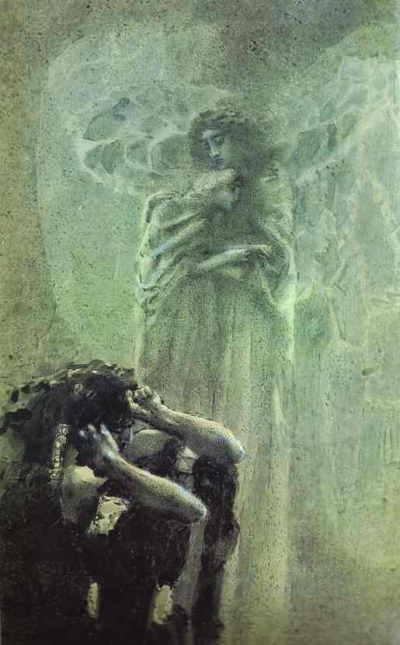
Демон и ангел с душой Тамары. Иллюстрация к поэме М. Ю. Лермонтова, 1890. Бумага, акварель, белила. Государственная Третьяковская галерея, Москва
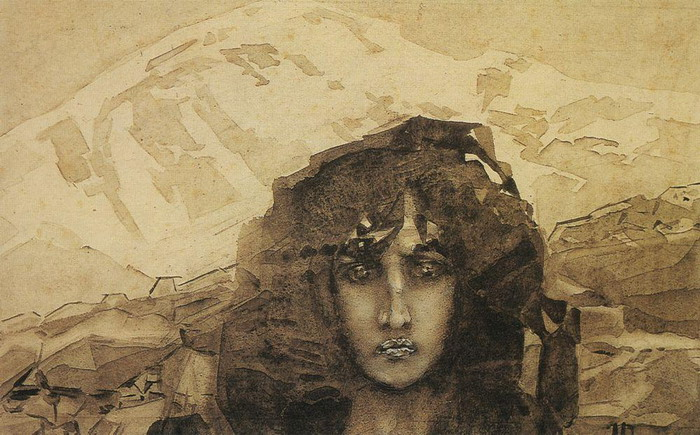
Демон. 1891. Иллюстрация к поэме М. Ю. Лермонтова, 1890. Бумага, чёрная акварель, белила. Национальный музей русского искусства, Киев
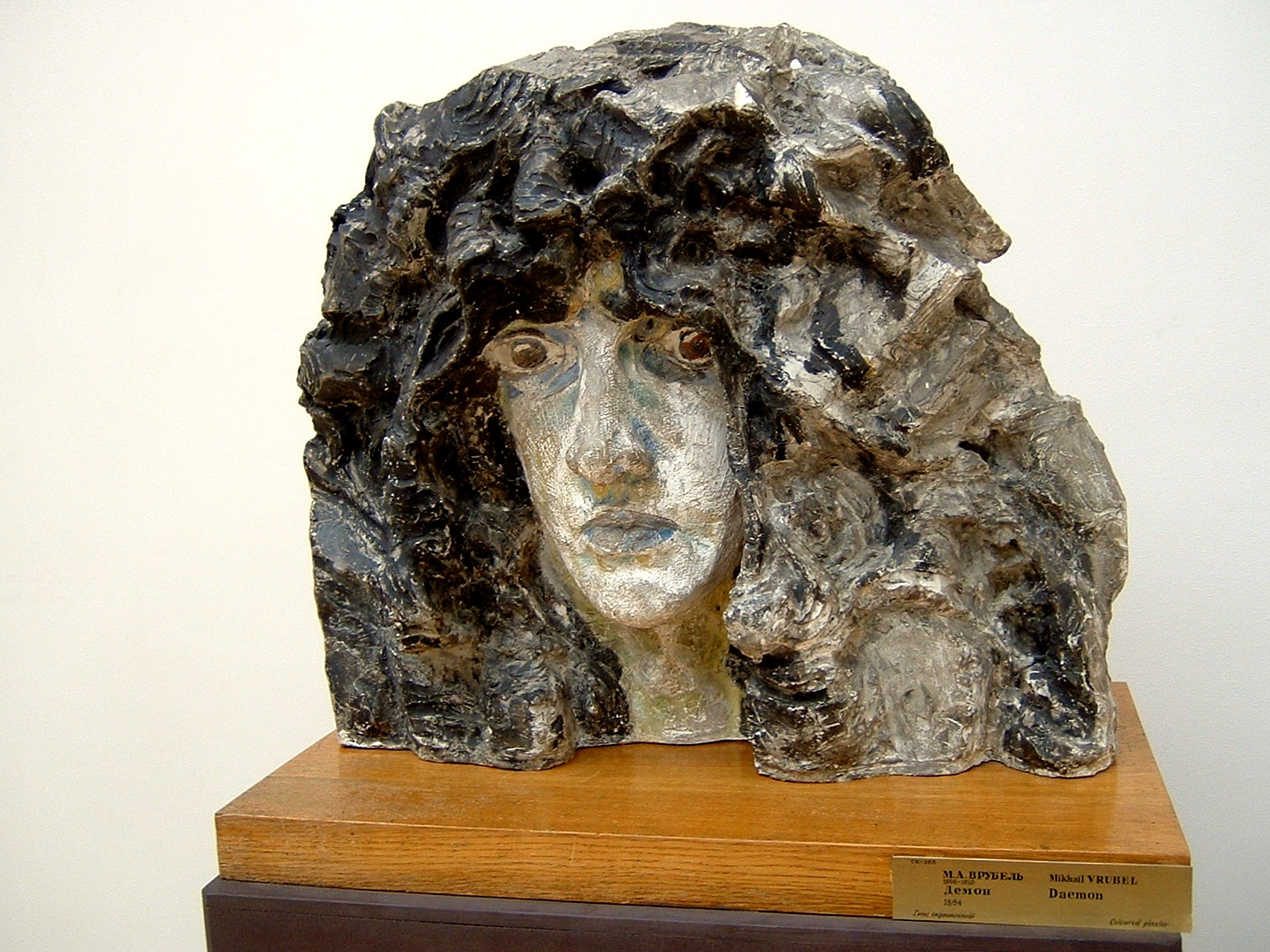
Голова демона. 1894. Керамика. Государственный Русский музей, Санкт-Петербург
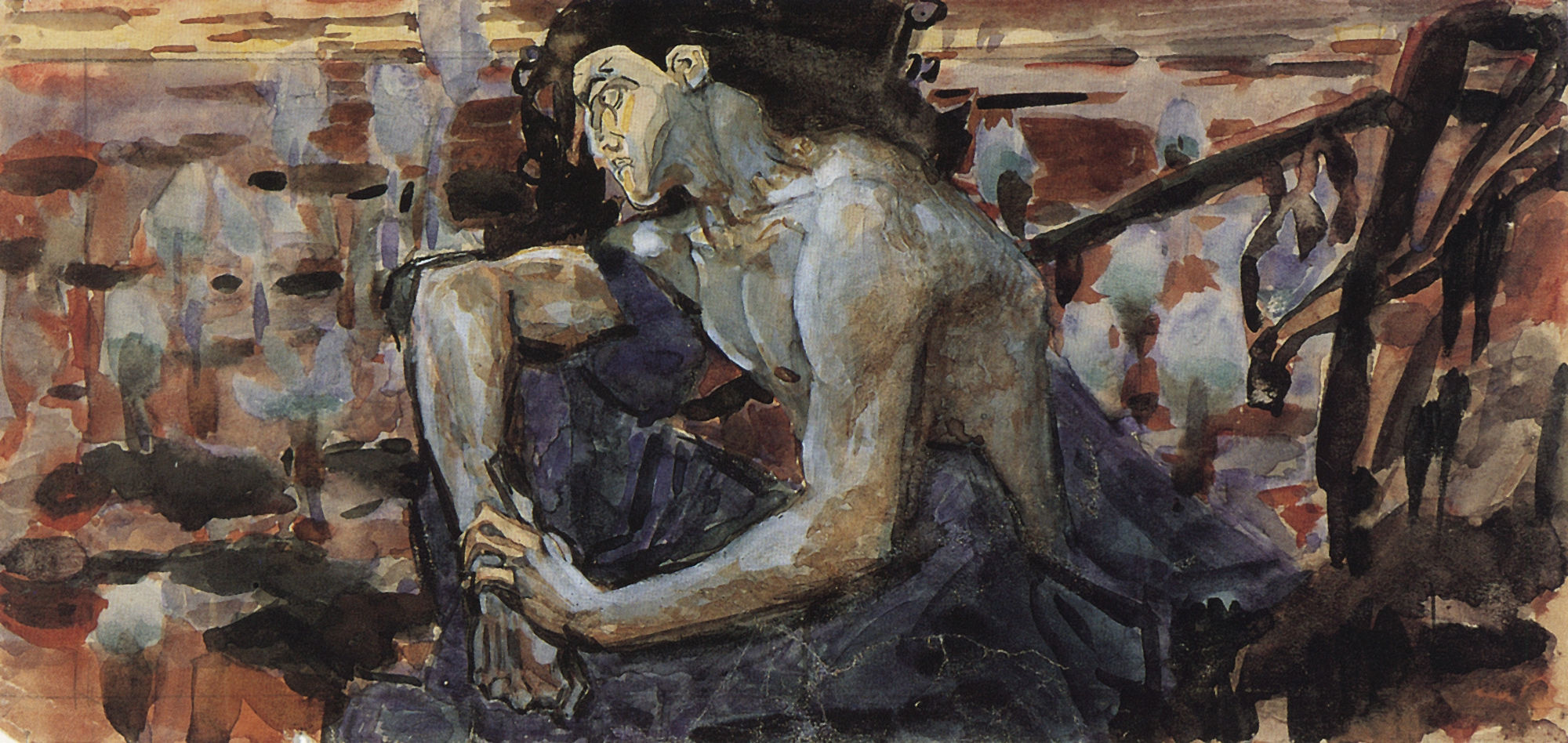
Сидящий демон. Эскиз картины. 1890. Бумага, акварель, белила. Государственная Третьяковская галерея, Москва
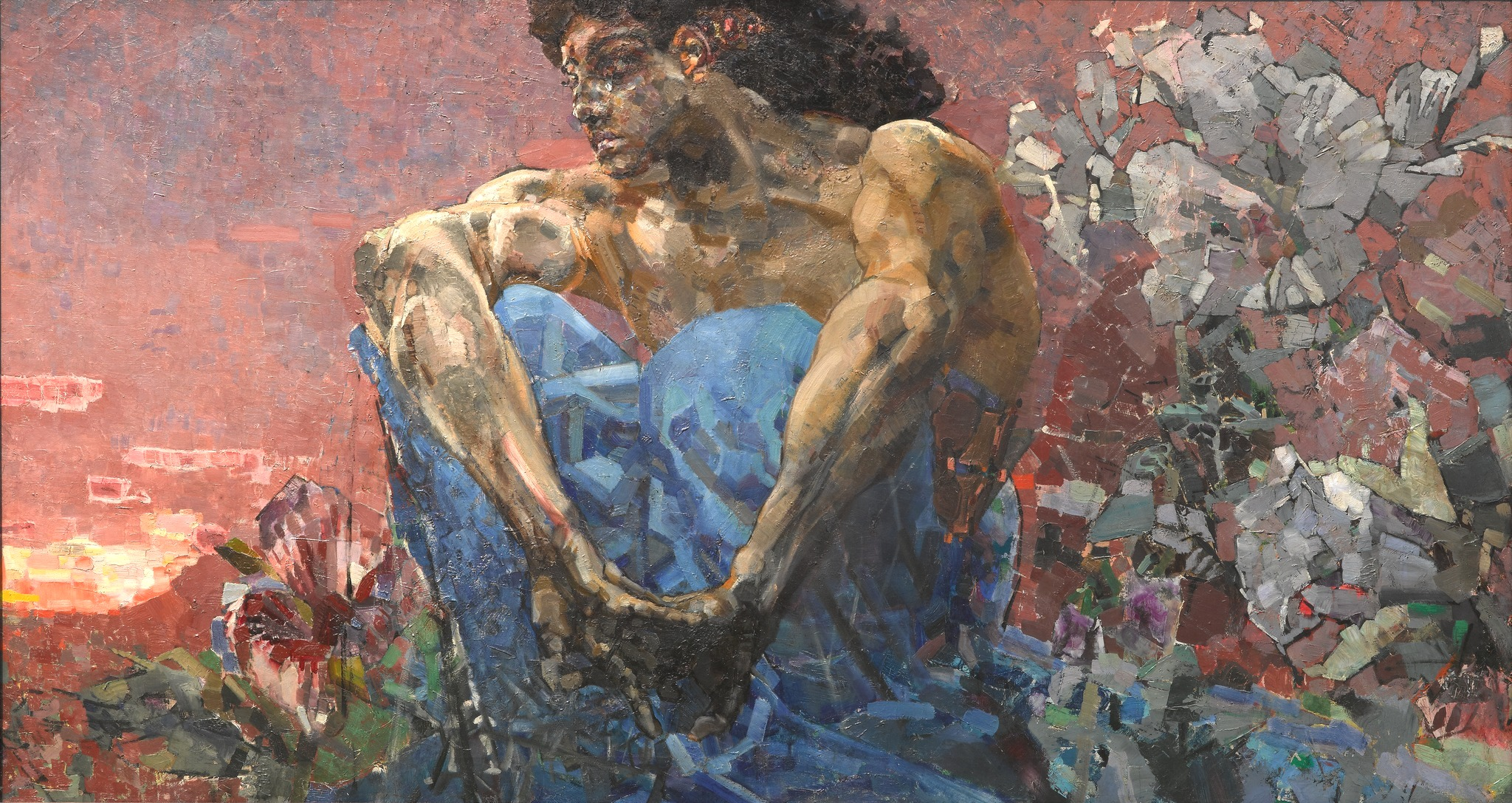
Демон сидящий.1890. Холст, масло. Государственная Третьяковская галерея, Москва
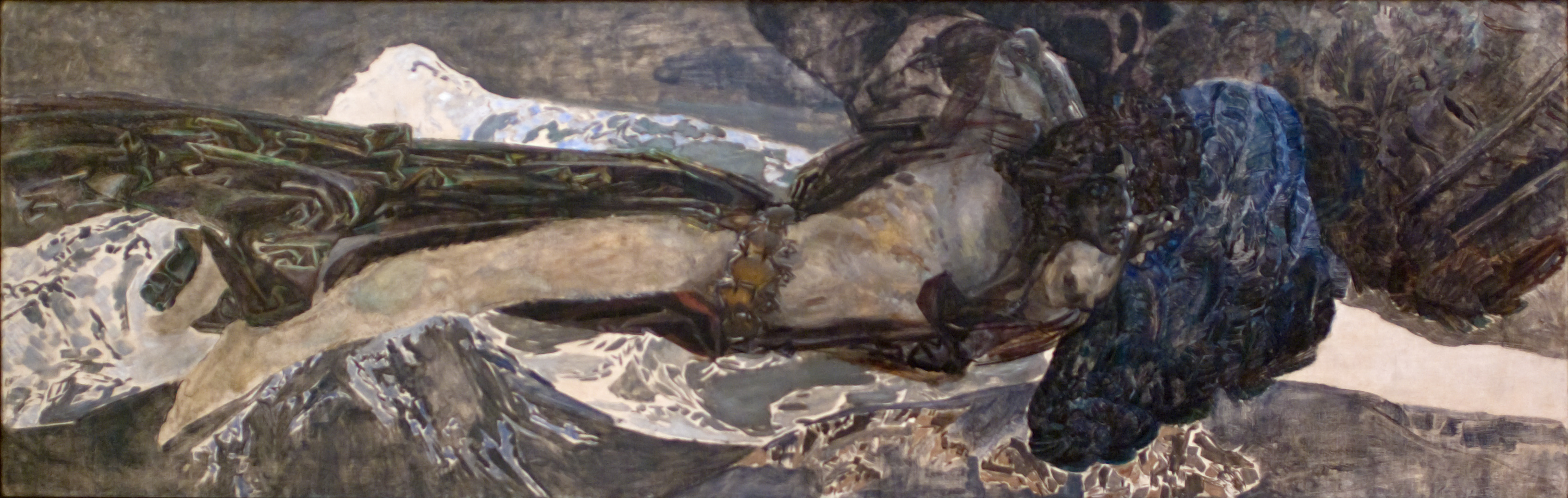
Летящий демон. 1899. Холст, масло. Государственный Русский музей, Санкт-Петербург